# Joy Fawcett

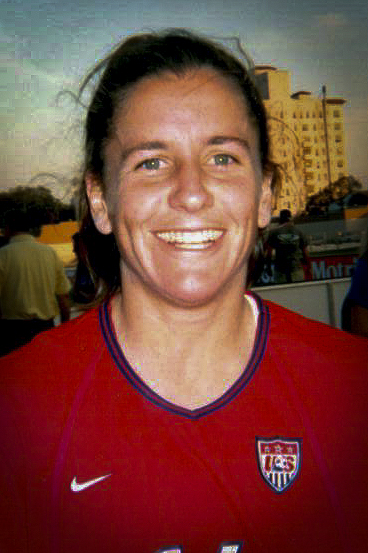
Joy Fawcett 2007

Joy Lynn Fawcett geborene Biefeld (* 8. Februar 1968 in Inglewood, Kalifornien) ist eine ehemalige US-amerikanische Fußballspielerin.

## Karriere
Fawcett gehört zusammen mit Mia Hamm, Julie Foudy, Brandi Chastain und Kristine Lilly zu den fünf US-amerikanischen Spielerinnen, die von der Weltmeisterschaft 1991 bis zu den Olympischen Spielen 2004 an den großen Erfolgen der US-Nationalmannschaft teilhatten (jeweils zwei Olympiasiege und zwei Weltmeisterschaftstitel). Sie brachte es auf insgesamt 241 Länderspiele, in denen sie 27 Tore schoss. Dabei wurde die Zahl erst im August 2016 auf 241 Spiele gestellt, nachdem der US-Verband bei der Überprüfung seiner Statistik auf zwei im Januar 1995 durchgeführte Länderspiele gestoßen war, die bis dahin nicht berücksichtigt wurden. In einigen noch nicht aktualisierten Statistiken wird sie daher noch mit 239 Länderspielen geführt.
Besonders bemerkenswert ist die Tatsache, dass sie im Lauf ihrer Karriere dreifache Mutter wurde.
Fawcett, die auf der Position der Verteidigerin spielt, bestritt ihr erstes Länderspiel beim 2:0-Sieg am 3. August 1987 gegen China. Sie spielte während ihrer Collegezeit von 1987 bis 1990 für die University of California.
1991 wurde sie mit der Nationalmannschaft das erste Mal Weltmeister. 1996 gewann sie mit der US-Nationalmannschaft bei den Olympischen Spielen in Atlanta die Goldmedaille. Im Februar 1999 spielte sie aus Anlass der Auslosung der Gruppen der WM 1999 mit der Nationalmannschaft gegen eine FIFA-Weltauswahl. Das Spiel wird aber nicht als offizielles Länderspiel gezählt. Bei der WM wurde sie erneut mit der Nationalmannschaft Weltmeister. Fawcett schoss dabei im Viertelfinale den wichtigen Siegtreffer gegen Deutschland. 2001 gehörte sie zu den Gründerinnen und Mitbesitzerinnen der WUSA. Bis dahin hatte sie außerhalb der Nationalmannschaft nach der Collegezeit nur in Amateurmannschaften spielen können.
Bei den Olympischen Spielen in Athen 2004 gewann sie mit ihrem Team die zweite olympische Goldmedaille.
Bei der Fan Celebration Tour, einer Serie mit zehn Freundschaftsspielen, beendete sie zusammen mit Hamm und Foudy ihre Karriere. Aufgrund einer Operation konnte sie jedoch an den Spielen nicht mitwirken, so dass das Finale von Athen ihr letztes Länderspiel war.

## Erfolge mit der Nationalmannschaft
- Goldmedaille bei den Olympischen Spielen in Atlanta 1996
- Silbermedaille bei den Olympischen Spielen in Sydney 2000
- Goldmedaille bei den Olympischen Spielen in Athen 2004

- Weltmeister bei der Weltmeisterschaft in China 1991
- 3. Platz bei der Weltmeisterschaft in Schweden 1995
- Weltmeister bei der Weltmeisterschaft in den USA 1999
- 3. Platz bei der Weltmeisterschaft in den USA 2003

## Auszeichnungen
- 2013: Wahl in das All-Time Women's National Team Best XI[4]